# Plagnole
Plagnole é uma comuna francesa na região administrativa de Occitânia, no departamento de Alta Garona. Estende-se por uma área de 7,24 km². Em 2010 a comuna tinha 307 habitantes (densidade: 42,4 hab./km²).